# 阿波木偶人形会館
阿波木偶人形会館（あわでこにんぎょうかいかん）は、徳島県徳島市川内町にある木偶人形に関する施設。
浄瑠璃人形の総合展示場、人形頭の制作課程説明、人形頭のカラクリの仕掛を説明などを行っている他、木偶人形の販売、修理、修復も行っている。
周辺には板東十郎兵衛の屋敷跡である阿波十郎兵衛屋敷がある。

## 利用情報
開館時間
- 9：00～17：00

休館日
- 日曜日、第1・3月曜日、その他臨時休館あり
- 年末年始（12月30日 - 1月4日）

入場料
- 大人 - 500円
- 学生 - 400円
- 小人 - 300円
- 団体割引は20名以上1割引（事前予約が必要）。

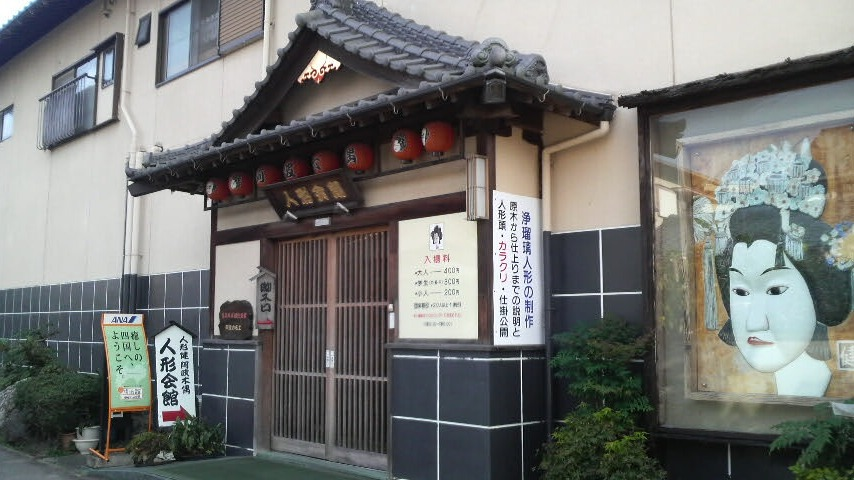
入口
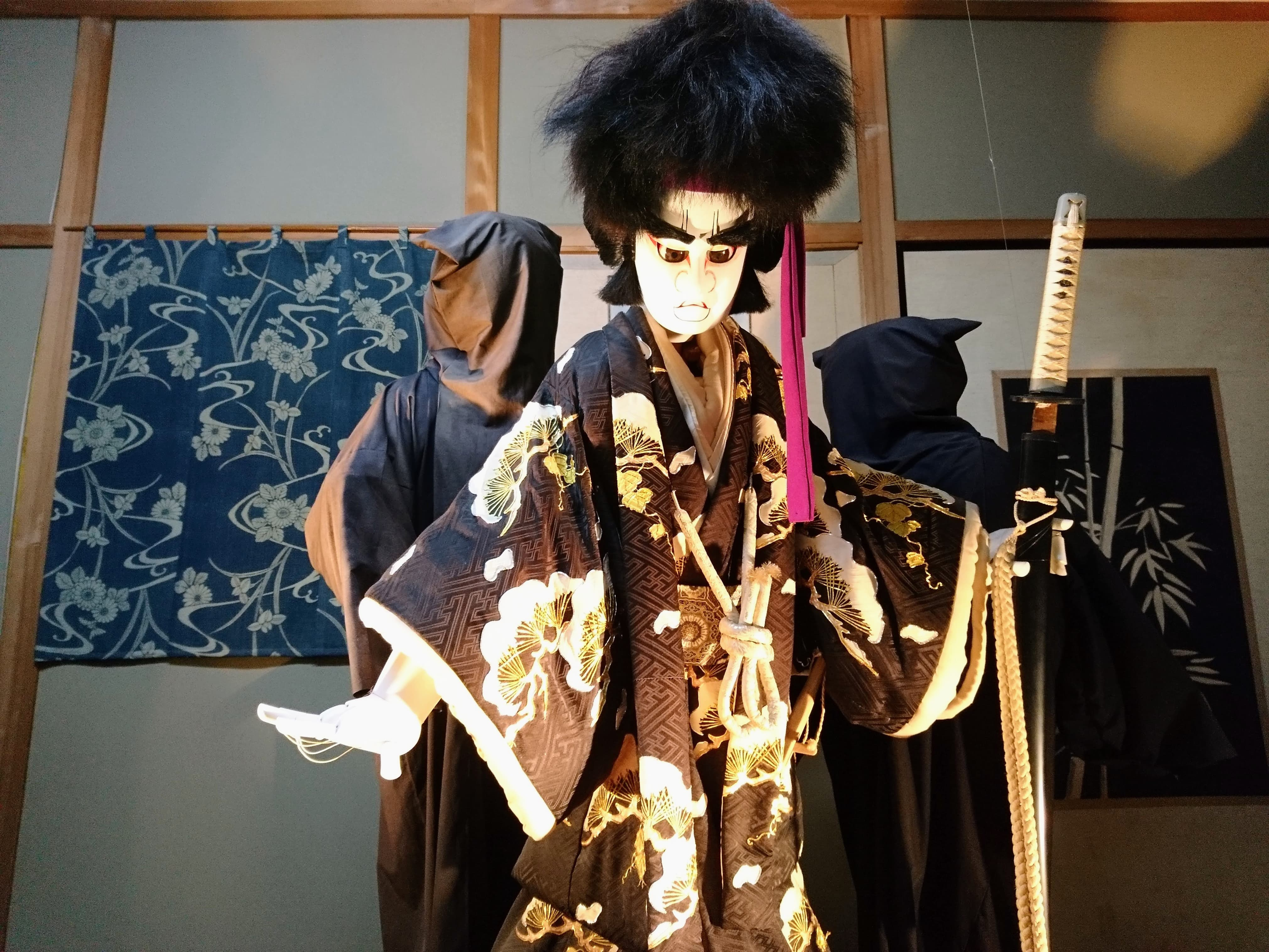
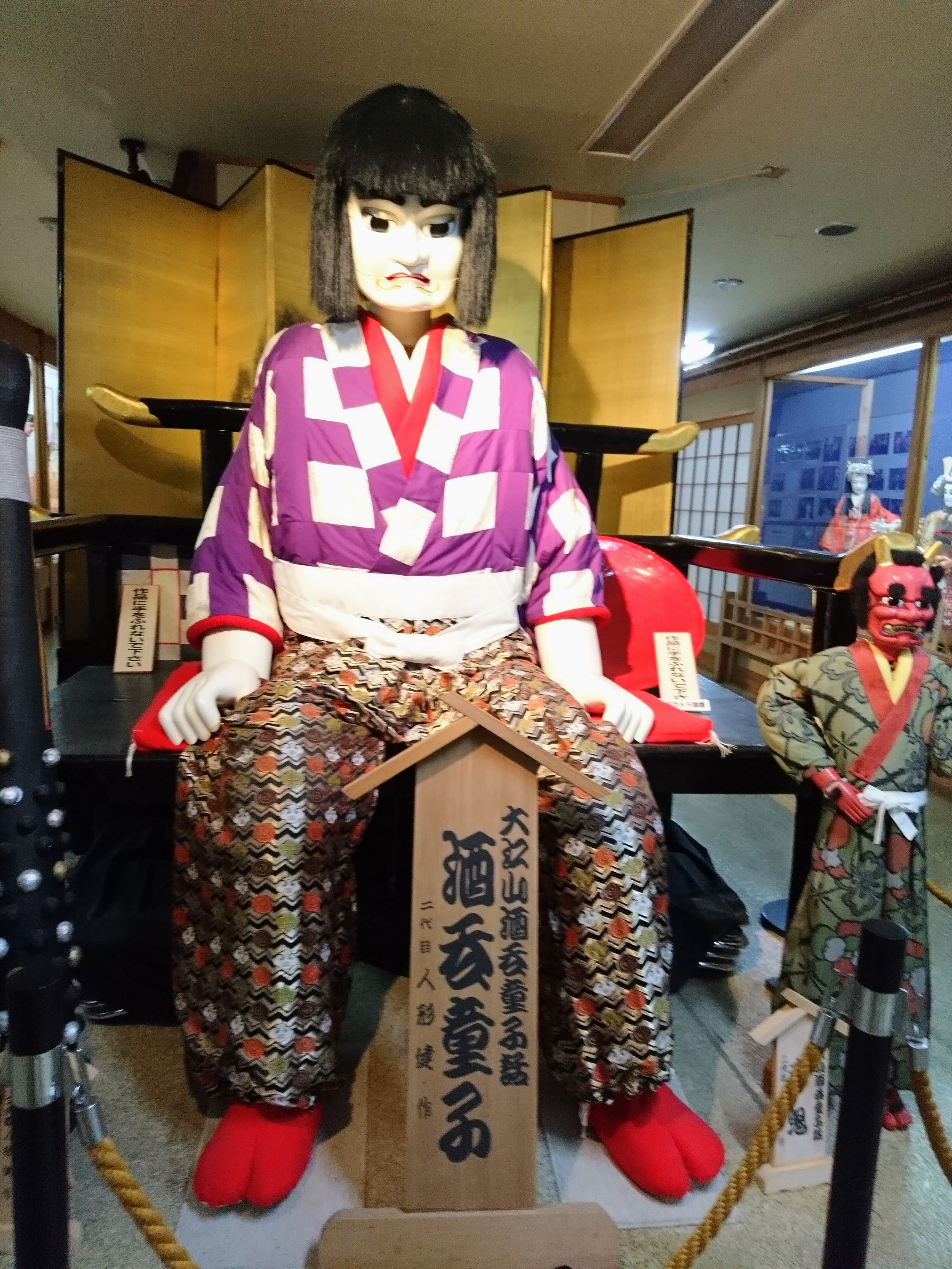

## アクセス
バス
JR徳島駅から徳島市営バスで20分「阿波十郎兵衛屋敷前」下車で徒歩2分。
自動車
徳島自動車道徳島インターチェンジより車で5分。